# ۱۰ مورد یا کمتر (فیلم)
۱۰ مورد یا کمتر (انگلیسی: 10 Items or Less) فیلمی در ژانر کمدی-درام است که در سال ۲۰۰۶ منتشر شد.

## بازیگران
- مورگان فریمن
- پاز وگا
- جونا هیل
- کومار پالانا
- آن دودک
- بابی کاناوله
- دنی دویتو
- جیمز پارسونز